# Сен-Грегуар (Иль и Вилен)
Сен-Грегуар (фр. Saint-Grégoire) — коммуна на северо-западе Франции, находится в регионе Бретань, департамент Иль и Вилен, округ Ренн, кантон Беттон. Пригород Ренна, примыкает к нему с севера и отделяется от столицы региона кольцевой автомобильной дороги вокруг Ренна N136. 
Население (2018) — 9 765 человек. 

## История
Найденные на территории коммуны раковины моллюсков ("Chlamys gregoriensis") стали доказательством того, что в древние времена на территории вокруг Ренна было море, отделявшее от континента западную часть Бретани, бывшую в то время островом. 
В римские времена поселение, располагавшееся на дороге из Ренна в Авранш, называлось "La Ville rouge" ("Красная деревня") из-за цвета стен его зданий. В VIII—IX веках оно было переименовано в честь папы Григория Великого.

## Достопримечательности
- Церковь Святого Григория XV века, реконструированная в XIX веке

## Экономика
Структура занятости населения:
- сельское хозяйство — 0,3 %
- промышленность — 7,2 %
- строительство — 3,7 %
- торговля, транспорт и сфера услуг — 70,3 %
- государственные и муниципальные службы — 18,5 %

Уровень безработицы (2018) — 7,9 % (Франция в целом —  13,4 %, департамент Иль и Вилен — 10,4 %). 

Среднегодовой доход на 1 человека, евро (2018) — 29 420 (Франция в целом — 21 730, департамент Иль и Вилен — 22 230).

## Демография
Динамика численности населения, чел.

## Администрация
Пост мэра Сен-Грегуара с 2008 года занимает член партии Демократическое движение Пьер Брето (Pierre Breteau), член Совета департамента Иль и Вилен от кантона Беттон. На муниципальных выборах 2020 года возглавляемый им список был единственным.
| Период | Период | Фамилия      | Партия                                                                           | Примечания                                                             |
| ------ | ------ | ------------ | -------------------------------------------------------------------------------- | ---------------------------------------------------------------------- |
| 1971   | 1999   | Поль Рюодель | Разные правые                                                                    | руководитель столярной компании, член Генерального совета департамента |
| 1999   | 2008   | Рене Давид   | Разные правые                                                                    | инженер, руководитель строительной компании                            |
| 2008   |        | Пьер Брето   | Союз за народное движение Союз демократов и независимых Демократическое движение | консультант по вопросам управления                                     |

## Города-побратимы
- Уттенройт, Германия
- Холиуэлл, Уэльс